# Iraque nos Jogos Olímpicos de Verão de 2000
O Iraque participou dos Jogos Olímpicos de Verão de 2000 em Sydney, Austrália.